# Heinz Heinisch
Heinz Ferdinand Heinisch (* 17. Oktober 1964) ist ein ehemaliger österreichischer Fußballspieler und nunmehriger -trainer.

## Karriere

### Als Spieler
Heinisch spielte ab 1983 für die IG Bregenz/Dornbirn in der 2. Division. Für die IG kam er in vier Spielzeiten zu über 70 Zweitligaeinsätzen, ehe das Team 1987 aus der 2. Division abstieg und sich die IG daraufhin auflöste.
Zur Saison 1987/88 wechselte er zu seinem nun eigenständigen Stammklub Dornbirn, mit dem er zu Saisonende den Zweitligaaufstieg schaffte. In der Saison 1988/89 absolvierte er 34 Zweitligapartien, mit dem FCD stieg er aber direkt wieder in die Westliga ab. Im Jänner 1994 wechselte er zu Schwarz-Weiß Bregenz. Zur Saison 1995/96 schloss er sich dem SCR Altach an. In der Spielzeit 1996/97 spielte er für den FC Lauterach, ehe er zur Saison 1997/98 wieder nach Dornbirn zurückkehrte. Zur Saison 1998/99 wechselte er zum FC Rot-Weiß Rankweil. In der Saison 1999/2000 spielte er beim FC Götzis.
Zur Saison 2000/01 wechselte Heinisch ins Ausland. Nach eineinhalb Jahren kehrte er nach Österreich zurück und wechselte zum FC Hörbranz. Danach spielte er noch beim TSV Altenstadt und nochmals in Götzis, ehe er im Jänner 2007 zum SC Admira Dornbirn wechselte, bei dem er seine Karriere mit Jahresende beendete. Im Oktober 2008 half er nochmals bei der Reserve der Admira aus.

### Als Trainer
Heinisch wurde zur Saison 2007/08 Trainer des fünftklassigen SC Admira Dornbirn, bei dem er zu jenem Zeitpunkt auch als Spieler unter Vertrag stand. Im April 2009 verließ er den Klub. Im Oktober 2009 übernahm er die ebenfalls fünftklassigen Amateure seines Ex-Klubs FC Dornbirn 1913. Nach der Saison 2009/10 verließ er Dornbirn II wieder. Im Jänner 2011 zog er weiter innerhalb der Stadt zum ebenfalls fünftklassigen SC Hatlerdorf. Mit Hatlerdorf stieg er zu Saisonende allerdings in die 1. Landesklasse ab. Nach der Saison 2011/12 trennte sich der Verein von ihm.
Im Oktober 2012 wurde er Trainer des viertklassigen FC Blau-Weiß Feldkirch, den er bis Mai 2013 trainierte. Im November 2014 übernahm er dann den fünftklassigen FC Rätia Bludenz. Dort trat er im September 2015 von seinem Amt zurück. Zur Saison 2018/19 wurde er Trainer des sechstklassigen SK Bürs, den er aber bereits im September 2018 wieder verließ. Im Jänner 2022 wurde er Co-Trainer beim drittklassigen FC Rotenberg.